# CD Alcazaba Tánger
Club Deportivo Alcazaba Tánger, též používaný název Club Deportivo Alcazaba de Tánger, byl španělský fotbalový klub sídlící ve městě Tanger ve Španělském protektorátu v Maroku. Klub byl založen v roce 1950. V roce 1956, kdy skončila španělská nadvláda nad severním územím Maroka, klub zaniká.
Největším úspěchem klubu je jednoroční účast ve třetí nejvyšší soutěži (v sezóně 1955/56). Své domácí zápasy hrál klub na stadionu Estadio El Marchán s kapacitou 15 000 diváků.

## Umístění v jednotlivých sezonách
Legenda: Z - zápasy, V - výhry, R - remízy, P - porážky, VG - vstřelené góly, OG - obdržené góly, +/- - rozdíl skóre, B - body, červené podbarvení - sestup, zelené podbarvení - postup, světle fialové podbarvení - přesun do jiné soutěže
| Sezóny  | Liga                        | Úroveň | Z  | V | R | P  | VG | OG | B   | +/- | Pozice |
| ------- | --------------------------- | ------ | -- | - | - | -- | -- | -- | --- | --- | ------ |
| 1955/56 | Tercera División – sk. XIII | 3      | 18 | 2 | 2 | 14 | 18 | 53 | -35 | 6   | 10.    |